# 沙包 (遊戲用具)
沙包（sand bag）或豆袋（bean bag），是用布或皮料织成的小包，多由碎布缝制，为5-10厘米的全封闭袋，内用细沙、豆类、大米或其他穀物填满，是一种常见的玩具和游戏器材。
沙包在世界各地有不同的玩法，较为流行的有丢沙包和cornhole等。